# Delirium (альбом Lacuna Coil)
Delirium (с лат. Безумие) — восьмой студийный альбом итальянской готик-метал-группы Lacuna Coil. Он был выпущен немецким лейблом Century Media 27 мая 2016 года. Это первый альбом, в записи которого не приняли участие барабанщик Кристиано «Криз» Моццати и гитарист Кристиано «Пицца» Мильоре и Марко «Маус» Биацци.

## Список композиций
| №                   | Название                        | Длительность |
| ------------------- | ------------------------------- | ------------ |
| 1.                  | «The House of Shame»            | 5:17         |
| 2.                  | «Broken Things»                 | 3:59         |
| 3.                  | «Delirium»                      | 3:16         |
| 4.                  | «Blood, Tears, Dust»            | 3:55         |
| 5.                  | «Downfall»                      | 4:21         |
| 6.                  | «Take Me Home»                  | 3:45         |
| 7.                  | «You Love Me ‘Cause I Hate You» | 3:49         |
| 8.                  | «Ghost in the Mist»             | 4:14         |
| 9.                  | «My Demons»                     | 3:56         |
| 10.                 | «Claustrophobia»                | 4:07         |
| 11.                 | «Ultima Ratio»                  | 4:08         |
| Общая длительность: | Общая длительность:             | 44:47        |

| №                   | Название            | Длительность |
| ------------------- | ------------------- | ------------ |
| 12.                 | «Live to Tell»      | 5:28         |
| 13.                 | «Breakdown»         | 3:16         |
| 14.                 | «Bleed the Pain»    | 3:47         |
| Общая длительность: | Общая длительность: | 57:18        |

## Участники записи
Постоянные участники:
- Кристина Скаббия — вокал;
- Андреа Ферро — вокал;
- Марко Коти Дзелати — бас-гитара, электрогитара, клавишные;
- Райан Блейк Фолден — ударные;

Приглашённые участники:
- Диего Каваллотти — гитарное соло в «My Demons», «Ultima Ratio» и дополнительная гитара;
- Марко Баруссо — гитарное соло в «The House of Shame»;
- Майлс Кеннеди — гитарное соло в «Downfall»;
- Алессандро Ла Порта — гитарное соло в «Claustrophobia»;
- Марк Воллелунга — гитарное соло и дополнительная гитара в «Blood tears dust».